# Trochetia boutoniana
Trochetia boutoniana F.Friedmann è una pianta della famiglia delle Malvacee, endemica di Mauritius.
Si trova allo stato selvatico solo nella penisola di Le Morne Brabant, all'estremità sud-occidentale dell'isola..
Il suo fiore è dal 1992 il fiore nazionale delle Mauritius.